# Stefan Teufel

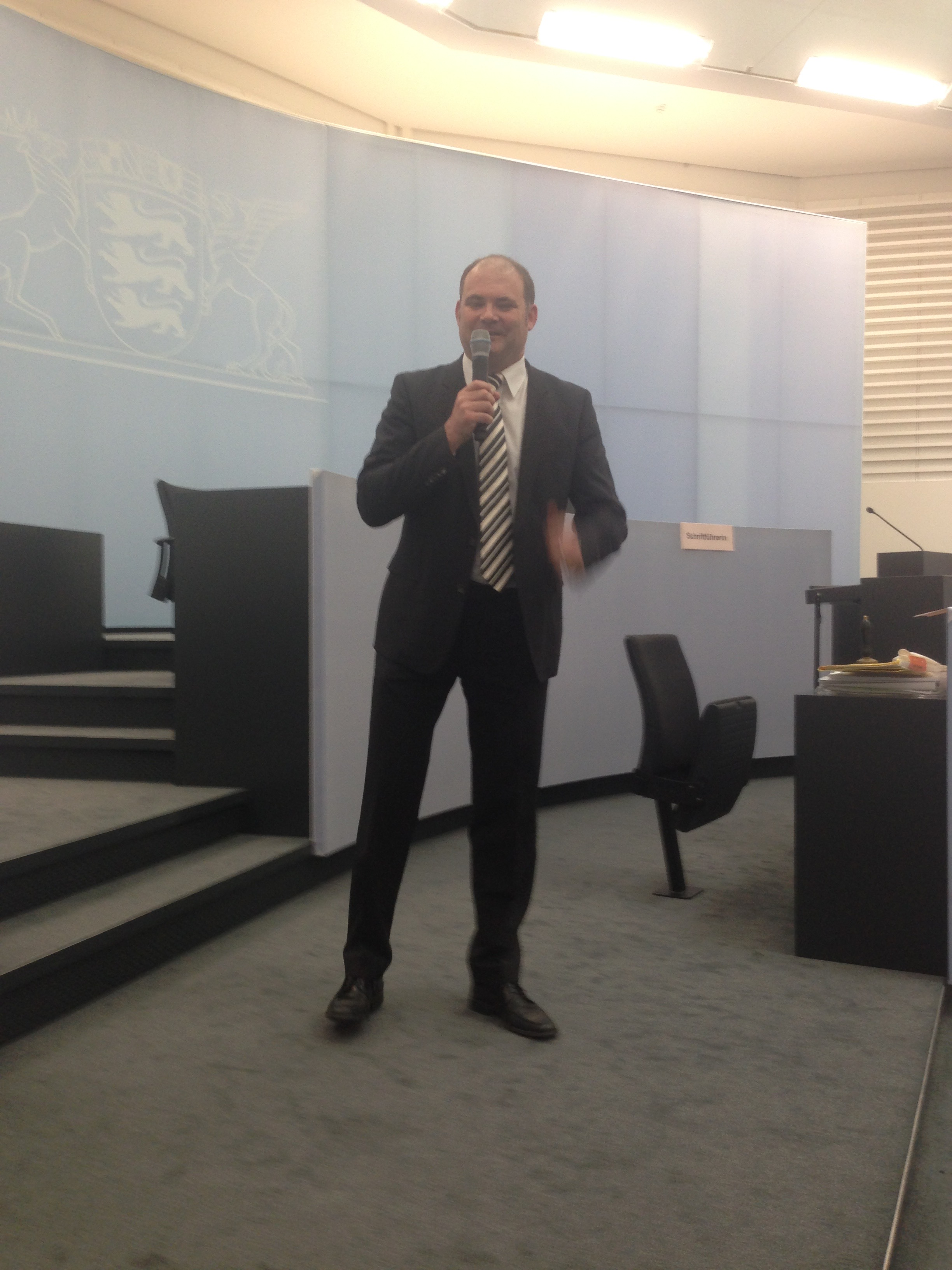
Stefan Teufel 2013 im Landtag in Stuttgart

Stefan Teufel (* 20. Mai 1972 in Rottweil am Neckar) ist ein deutscher Politiker der CDU. Er ist seit 2006 Mitglied des Landtages von Baden-Württemberg.

## Ausbildung und Beruf
Stefan Teufel absolvierte nach seiner Fachhochschulreife eine Berufsausbildung zum Industriekaufmann. Es folgte eine Weiterbildung zum Betriebswirt (GA) bei der Handwerkskammer Konstanz. Danach arbeitete er von 1996 bis 2000 bei der AOK Baden-Württemberg. Im Jahre 2000 wechselte er zur BKK Gesundheit und arbeitete dort als Abteilungsleiter in den Bereichen Controlling und Unternehmensentwicklung. Von 2014 bis November 2018 leitete Teufel den Stabsbereich bei der DAK-Gesundheit. Danach war er vom April 2019 bis Dezember 2020 als Mitarbeiter bei der CareLutions GmbH in Stuttgart tätig.

## Politische Tätigkeit
Stefan Teufel war in der Jungen Union vom Jahr seines Eintritts 1990 bis 1997 Vorsitzender des Ortsverbands Zimmern und von 1994 bis 2001 Kreisvorsitzender im Landkreis Rottweil. Seit 2001 ist er innerhalb der Mutterpartei Ortsvorsitzender in Zimmern und seit 2005 zudem CDU-Kreisvorsitzender.
1999 wurde er in den Kreistag gewählt. Dort ist er vor allem im Ausschuss Umwelt und Verkehr vertreten. Seit der Landtagswahl 2006 ist er Mitglied des Landtags von Baden-Württemberg. Er zog stets über das Direktmandat des Wahlkreises Rottweil in den Landtag ein. Im Landtag ist er Mitglied im Wirtschaftsausschuss sowie im Sozialausschuss. Zudem ist er für seine Fraktion sucht- und drogenpolitischer Sprecher.
Er unterhält ein Wahlkreisbüro zusammen mit dem Abgeordneten im Europäischen Parlament Andreas Schwab.

## Sonstige Ämter
Seit 1999 ist er zudem Stellvertretender Aufsichtsratsvorsitzender der Kreiskliniken GmbH im Landkreis Rottweil. Neben seiner parteipolitischen Arbeit ist er Mitglied des Kreisausschusses des Deutschen Roten Kreuzes, im Kuratorium der Steinbeis-Stiftung und in verschiedenen Vereinen.

## Familie und Privates
Stefan Teufel ist römisch-katholisch, verheiratet und Vater dreier Kinder. Er ist ein Neffe des früheren baden-württembergischen Ministerpräsidenten Erwin Teufel.